# Juan del Pino Díaz
Juan del Pino Díaz (n. Santa Cruz de Tenerife, España, 24 de junio de 1914 - 1 de mayo de 1989) es un ex-futbolista español. Jugaba de delantero y su primer club fue el Celta de Vigo.

## Carrera
Comenzó su carrera en 1940 jugando para el Celta de Vigo. Jugó para ese equipo hasta 1943. En ese año se fue al CE Sabadell, en donde se mantuvo jugando hasta 1945. En 1950, y después de 5 años sin jugar al fútbol, se fue a la UE Lleida, en donde se retiró en 1951.
Más tarde jugaría en Venezuela donde se retira definitivamente y muere en Caracas en 1989.

## Clubes
| Club          | País   | Año       |
| ------------- | ------ | --------- |
| Celta de Vigo | España | 1940-1943 |
| CE Sabadell   | España | 1943-1945 |
| UE Lleida     | España | 1950-1951 |